# Юрий Никифоров
Юрий Валериевич Никифоров (на руски: Юрий Валерьевич Никифоров, на украински: Юрій Валерійович Никифоров) е бивш руски и украински футболист, защитник. В различни периоди от кариерата си е играл и като полузащитник и нападател. Най-известен като футболист на Спартак Москва и Руския национален отбор.

## Кариера
Започва кариерата си в Черноморец (Одеса). През 1987 г. отбива военната си служба в СКА Одеса. Същата година става световен шампион до 16 години с юношеския отбор на СССР. Никифоров, тогава нападател, отбелязва 5 гола в 6 мача и е аплодиран от самия Пеле. Юрий поделя голмайсторския приз с котдивоареца Муса Траоре. През 1988 г. става европейски шампион с юношеската „Сборная“ до 19 години. Пред младокът се открива ярко бъдеще и той е привлечен в Динамо Киев, ръководен от Валери Лобановский. Юрий обаче играе повече в дублиращия отбор, а за първия състав записва едва 2 мача през 1989 г. Връща се в родния си Черноморец, където вече играе като защитник. Стабилната игра на Никифоров му спечелва място в олимпийския състав на СССР, за който той записва 6 срещи.
След разпадането на СССР Никифоров записва няколко мача за националния отбор на ОНД, но не попада в състава за Евро 1992. След европейското този обединен отбор се разпада, а Юрий избира да играе за Украйна и записва 3 срещи. Междувременно продължава да е неизменна част от Черноморец до края на 1992 г., когато преминава в отбора на Спартак Москва. След известно време Юрий заиграва заедно с добрия си приятел и бивш съотборник от Черноморец Иля Цимбалар в Спартак и националния отбор на Русия. В състава на „червено-белите“ Олег Романцев използва Никифоров на почти всички позиции – от защитник до нападател. След много силния сезон на Спартак в Шампионската лига (1/4 финал) през 1995/96 западните клубове насочват интереса си към Юрий.
През лятото на 1996 г., след участието на Юрий на Евро 1996 в състава на Русия, той преминава в Спортинг Хихон. Там играе заедно с Игор Ледяхов и Дмитрий Черишев. Хихон обаче е сред аутсайдерите на испанската Примера Дивисион и изпада през 1998 г. Въпреки че Никифоров е твърд титуляр и изиграва 65 мача за 2 сезона, той не желае да играе в по-долна дивизия и напуска отбора. Подписва с холандския гранд ПСВ Айндховен. В ПСВ Никифоров също играе със свой сънародник – Дмитрий Хохлов. Отборът редовно играе в Шампионската лига, макар и без особен успех. В състава на „филипсите“ Юрий печели 2 титли и 3 суперкупи на Холандия. През 2001 г. Лийдс Юнайтед предлага за защитника 10 млн. долара, но трансферът пропада.
През 2002 г. участва на Световното първенство в Япония и Република Корея, но след края на шампионата се отказва от националния отбор. Договорът на футболиста с ПСВ изтича и той преминава като свободен агент в РКК Валвейк. Изиграва 29 мача и вкарва 1 гол. След края на сезона обаче Никифоров решава, че Холандия му е омръзнала и е време да потърси ново предизвикателство. Той преминава в японския Урава Ред Дайъмъндс. През 2004 г. получава тежка контузия, която го вади от терените за половин година. В началото на 2005 г. Никифоров слага край на кариерата си.

## Награди
- Световен шампион до 16 г. – 1987
- Европейски шампион до 19 г. – 1988
- Купа на Украйна – 1992
- Шампион на Русия – 1993, 1994, 1996
- Купа на Русия – 1994
- Купа на ОНД – 1993
- Шампион на Холандия – 2000, 2001
- Суперкупа на Холандия – 1998, 2000, 2001
- Купа на лигата на Япония – 2003